# Eurovision Song Contest 1966
Der 11. Grand Prix Eurovision de la Chanson Européenne, so der offizielle Titel in diesem Jahr, fand am 5. März 1966 in Luxemburg statt, da die Vorjahressiegerin France Gall für dieses Land angetreten war.

## Besonderheiten

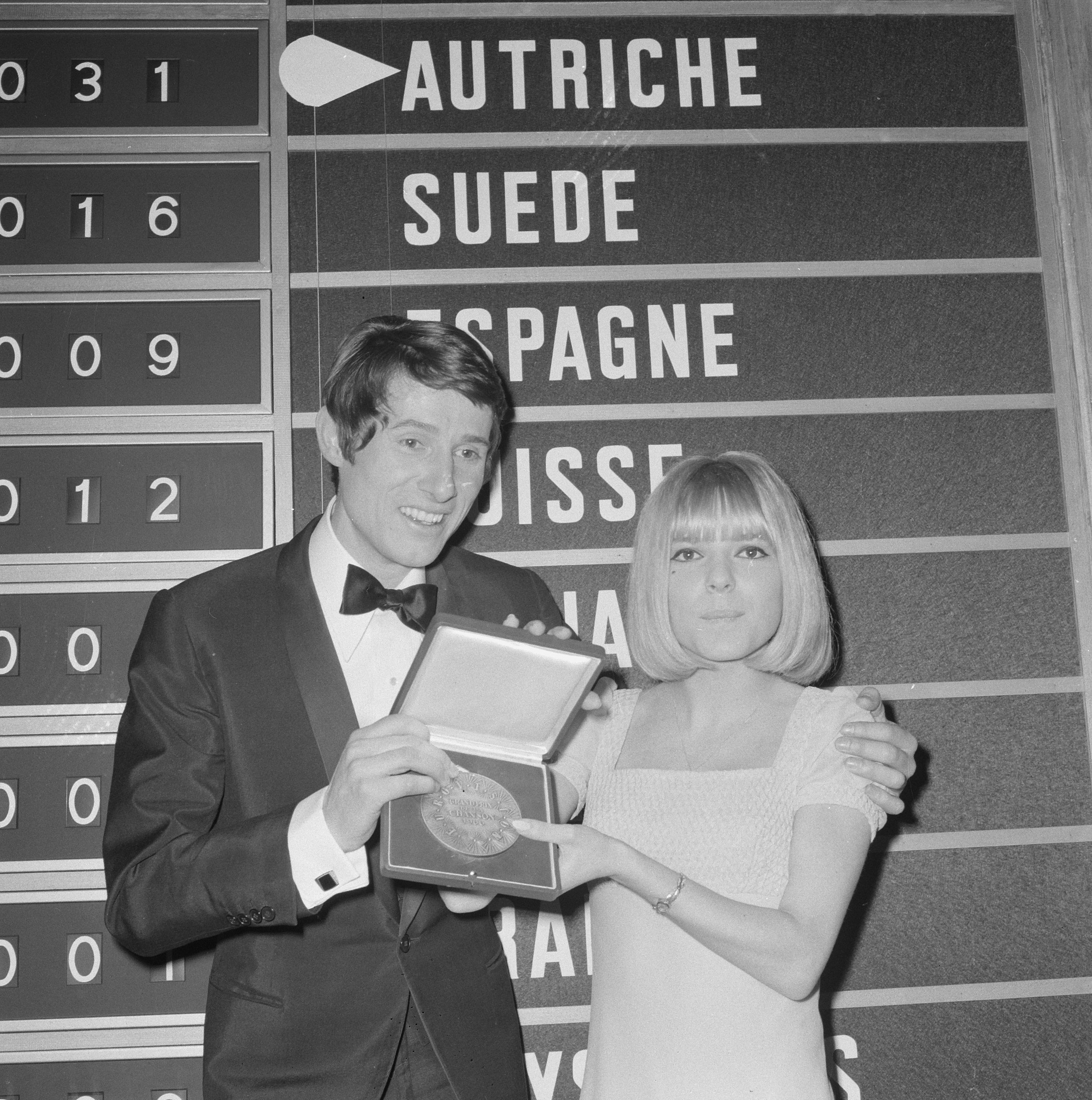
Sieger Udo Jürgens mit France Gall

Obwohl ein Jahr zuvor die Regel eingeführt worden war, dass ein Lied nicht in der Landessprache sein muss, wurde 1966 wieder die alte Regel eingeführt, dass jedes Land nur Texte in seiner eigenen Sprache vortragen durfte. Dies war aufgrund des schwedischen Beitrages im letzten Jahr, als der Interpret ausschließlich auf Englisch sang, beschlossen worden.
Sieger wurde Udo Jürgens mit dem Lied Merci, Chérie. Nach 1964 und 1965 trat er erneut für sein Heimatland Österreich an und schaffte es in diesem dritten Anlauf auf das Siegertreppchen. Er erhielt mit 31 Punkten fast doppelt so viele wie die zweitplatzierten Schweden.
Der britische Vertreter Kenneth McKellar ist bisher der einzige Interpret, der beim Liederwettbewerb im Kilt aufgetreten ist. Milly Scott, die Vertreterin der Niederlande, war die erste schwarze Sängerin im Wettbewerb.
Das zweitplatzierte Schweden erhielt insgesamt 16 Punkte, davon 15 von den skandinavischen Nachbarn Norwegen und Dänemark sowie von Finnland. Das Saalpublikum war darüber nicht erfreut. Auch Portugal erhielt 5 von 6 Punkten aus dem benachbarten Spanien.
Dieses Mal waren es Italien und Monaco, die keine Punkte erhielten.
Nach den schlechten deutschen Ergebnissen in den beiden Vorjahren (zwei letzte Plätze mit null Punkten) suchte der Hessische Rundfunk intern Margot Eskens aus, um Deutschland zu vertreten. Aus 85 eingereichten Titeln suchte eine Jury aus neun Mitgliedern den Titel für Luxemburg aus.

## Teilnehmer

Teilnehmende Länder

Wie im Vorjahr nahmen 1966 18 Länder am Eurovision Song Contest teil.

### Wiederkehrende Interpreten
| Land       | Interpret        | Vorherige(s) Teilnahmejahr(e) |
| ---------- | ---------------- | ----------------------------- |
| Italien    | Domenico Modugno | 1958 • 1959                   |
| Österreich | Udo Jürgens      | 1964 • 1965                   |

### Dirigenten
Jedes Lied wurde mit Live-Musik begleitet – folgende Dirigenten leiteten das Orchester bei dem/den jeweiligen Land/Ländern:
- BR Deutschland – Willy Berking
- Dänemark – Arne Lamberth
- Belgien – Jean Roderès
- Luxemburg – Jean Roderès
- Jugoslawien – Mojmir Sepe
- Norwegen – Øivind Bergh
- Finnland – Ossi Runne
- Portugal – Jorge Costa Pinto
- Österreich – Hans Hammerschmid
- Schweden – Gert-Ove Andersson
- Spanien – Rafael Ibarbia
- Schweiz – Jean Roderès
- Monaco – Alain Goraguer
- Italien – Angelo Giacomazzi
- Frankreich – Franck Pourcel
- Niederlande – Dolf van der Linden
- Irland – Noel Kelehan
- Vereinigtes Königreich – Harry Rabinowitz

## Abstimmungsverfahren
Es galt das im Jahr 1964 eingeführte Abstimmungsverfahren. Jedes Land konnte insgesamt neun Punkte vergeben, wovon der Erstplatzierte innerhalb der Jury fünf Punkte, der Zweite drei Punkte und der Dritte einen Punkt erhielt. Sollte nur ein Lied nominiert sein, erhielte dies alle neun Punkte. Sollten es zwei sein, erhielte das Erste sechs Punkte und das Zweite drei Punkte.

## Platzierungen
| Platz | Startnr. | Land                   | Interpret                        | Lied Musik (M) und Text (T)                                                    | Sprache        | Übersetzung (Inoffiziell)                     | Punkte |
| ----- | -------- | ---------------------- | -------------------------------- | ------------------------------------------------------------------------------ | -------------- | --------------------------------------------- | ------ |
| 01.   | 09       | Österreich             | Udo Jürgens                      | Merci, Chérie M: Udo Jürgens; T: Udo Jürgens, Thomas Hörbiger                  | Deutsch a      | Danke, Schatz                                 | 31     |
| 02.   | 10       | Schweden               | Lill Lindfors & Svante Thuresson | Nygammal vals eller hip man svinaherde M: Bengt Arne Wallin; T: Björn Lindroth | Schwedisch     | Neu-alter Walzer oder ein hipper Schweinehirt | 16     |
| 03.   | 06       | Norwegen               | Åse Kleveland                    | Intet er nytt under solen M/T: Arne Bendiksen                                  | Norwegisch     | Nichts Neues unter der Sonne                  | 15     |
| 04.   | 03       | Belgien                | Tonia                            | Un peu de poivre, un peu de sel M: Paul Quintens; T: Phil van Cauwenbergh      | Französisch    | Etwas Pfeffer, etwas Salz                     | 14     |
| 04.   | 17       | Irland                 | Dickie Rock                      | Come Back to Stay M/T: Rowland Soper                                           | Englisch       | Komm’ zurück, um zu bleiben                   | 14     |
| 06.   | 12       | Schweiz                | Madeleine Pascal                 | Ne vois-tu pas? M: Pierre Brenner; T: Roland Schweizer                         | Französisch    | Siehst du nicht?                              | 12     |
| 07.   | 05       | Jugoslawien            | Berta Ambrož                     | Brez besed M: Mojmir Sepe; T: Elza Budav                                       | Slowenisch     | Ohne Worte                                    | 09     |
| 07.   | 11       | Spanien                | Raphael                          | Yo soy aquél M/T: Manuel Alejandro                                             | Spanisch       | Ich bin derjenige                             | 09     |
| 09.   | 18       | Vereinigtes Königreich | Kenneth McKellar                 | A Man Without Love b M: Cyril Ornadel; T: Peter Callander                      | Englisch       | Ein Mann ohne Liebe                           | 08     |
| 10.   | 01       | BR Deutschland         | Margot Eskens                    | Die Zeiger der Uhr M: Walter Dobschinski; T: Hans Bradtke                      | Deutsch        | –                                             | 07     |
| 10.   | 04       | Luxemburg              | Michèle Torr                     | Ce soir je t’attendais M: Bernard Kesslair; T: Jacques Chaumelle               | Französisch    | An diesem Abend wartete ich auf dich          | 07     |
| 10.   | 07       | Finnland               | Ann Christine                    | Playboy M/T: Ossi Runne                                                        | Finnisch       | –                                             | 07     |
| 13.   | 08       | Portugal               | Madalena Iglésias                | Ele e ela M/T: Carlos Canelhas                                                 | Portugiesisch  | Er und sie                                    | 06     |
| 14.   | 02       | Dänemark               | Ulla Pia                         | Stop – mens legen er god M/T: Erik Kåre                                        | Dänisch        | Stopp – während das Spiel gut läuft           | 04     |
| 15.   | 16       | Niederlande            | Milly Scott                      | Fernando en Philippo M:Kees de Bruyn; T: Gerrit den Braber                     | Niederländisch | Fernando und Philippo                         | 02     |
| 16.   | 15       | Frankreich             | Dominique Walter                 | Chez nous M: Claude Carrère; T: Jacques Plante                                 | Französisch    | Bei uns                                       | 01     |
| 17.   | 13       | Monaco                 | Téréza                           | Bien plus fort M: Gérard Bourgeois; T: Jean-Max Rivière                        | Französisch    | Viel stärker                                  | 0      |
| 17.   | 14       | Italien                | Domenico Modugno                 | Dio, come ti amo M/T: Domenico Modugno                                         | Italienisch    | Mein Gott, wie sehr ich dich liebe            | 0      |

## Punktevergabe
| Land | Abstimmungsergebnisse | Abstimmungsergebnisse | Abstimmungsergebnisse | Abstimmungsergebnisse | Abstimmungsergebnisse | Abstimmungsergebnisse | Abstimmungsergebnisse | Abstimmungsergebnisse | Abstimmungsergebnisse | Abstimmungsergebnisse | Abstimmungsergebnisse | Abstimmungsergebnisse | Abstimmungsergebnisse | Abstimmungsergebnisse | Abstimmungsergebnisse | Abstimmungsergebnisse | Abstimmungsergebnisse | Abstimmungsergebnisse | Abstimmungsergebnisse | Abstimmungsergebnisse |
| Land | Punkte                | DE                    | DK                    | BE                    | LU                    | YU                    | NO                    | FI                    | PT                    | AT                    | SE                    | ES                    | CH                    | MC                    | IT                    | FR                    | NL                    | IR                    | UK                    | Votings               |
| --- | --------------------- | --------------------- | --------------------- | --------------------- | --------------------- | --------------------- | --------------------- | --------------------- | --------------------- | --------------------- | --------------------- | --------------------- | --------------------- | --------------------- | --------------------- | --------------------- | --------------------- | --------------------- | --------------------- | --------------------- |
| Deutschland | 07                    |                       | –                     | 1                     | –                     | –                     | –                     | –                     | –                     | –                     | –                     | –                     | 5                     | –                     | 1                     | –                     | –                     | –                     | –                     | 3                     |
| Dänemark | 04                    | –                     |                       | –                     | –                     | –                     | 1                     | 3                     | –                     | –                     | –                     | –                     | –                     | –                     | –                     | –                     | –                     | –                     | –                     | 2                     |
| Belgien | 14                    | 5                     | –                     |                       | –                     | –                     | –                     | –                     | 3                     | –                     | 1                     | –                     | –                     | –                     | –                     | –                     | 5                     | –                     | –                     | 4                     |
| Luxemburg | 07                    | –                     | –                     | –                     |                       | –                     | –                     | –                     | –                     | 1                     | 5                     | –                     | –                     | –                     | –                     | 1                     | –                     | –                     | –                     | 3                     |
| Jugoslawien | 09                    | 3                     | –                     | –                     | –                     |                       | –                     | 1                     | –                     | –                     | –                     | –                     | –                     | –                     | –                     | –                     | –                     | –                     | 5                     | 3                     |
| Norwegen | 15                    | 1                     | –                     | –                     | –                     | –                     |                       | –                     | –                     | 3                     | 3                     | 3                     | –                     | –                     | 5                     | –                     | –                     | –                     | –                     | 5                     |
| Finnland | 07                    | –                     | 3                     | –                     | –                     | –                     | 3                     |                       | –                     | –                     | –                     | –                     | –                     | –                     | –                     | –                     | 1                     | –                     | –                     | 3                     |
| Portugal | 06                    | –                     | 1                     | –                     | –                     | –                     | –                     | –                     |                       | –                     | –                     | 5                     | –                     | –                     | –                     | –                     | –                     | –                     | –                     | 2                     |
| Österreich | 31                    | –                     | –                     | 5                     | 5                     | 5                     | –                     | –                     | 1                     |                       | –                     | 1                     | 3                     | 5                     | 3                     | 3                     | –                     | –                     | –                     | 9                     |
| Schweden | 16                    | –                     | 5                     | –                     | –                     | –                     | 5                     | 5                     | –                     | –                     |                       | –                     | 1                     | –                     | –                     | –                     | –                     | –                     | –                     | 4                     |
| Spanien | 09                    | –                     | –                     | –                     | –                     | 1                     | –                     | –                     | 5                     | –                     | –                     |                       | –                     | –                     | –                     | –                     | –                     | –                     | 3                     | 3                     |
| Schweiz | 12                    | –                     | –                     | –                     | 1                     | –                     | –                     | –                     | –                     | 5                     | –                     | –                     |                       | 3                     | –                     | –                     | –                     | 3                     | –                     | 4                     |
| Monaco | 0                     | –                     | –                     | –                     | –                     | –                     | –                     | –                     | –                     | –                     | –                     | –                     | –                     |                       | –                     | –                     | –                     | –                     | –                     | 0                     |
| Italien | 0                     | –                     | –                     | –                     | –                     | –                     | –                     | –                     | –                     | –                     | –                     | –                     | –                     | –                     |                       | –                     | –                     | –                     | –                     | 0                     |
| Frankreich | 01                    | –                     | –                     | –                     | –                     | –                     | –                     | –                     | –                     | –                     | –                     | –                     | –                     | 1                     | –                     |                       | –                     | –                     | –                     | 1                     |
| Niederlande | 02                    | –                     | –                     | –                     | –                     | –                     | –                     | –                     | –                     | –                     | –                     | –                     | –                     | –                     | –                     | –                     |                       | 1                     | 1                     | 2                     |
| Irland | 14                    | –                     | –                     | 3                     | –                     | 3                     | –                     | –                     | –                     | –                     | –                     | –                     | –                     | –                     | –                     | 5                     | 3                     |                       | –                     | 4                     |
| Vereinigtes Königreich                                                                                                 | 08                    | –                     | –                     | –                     | 3                     | –                     | –                     | –                     | –                     | –                     | –                     | –                     | –                     | –                     | –                     | –                     | –                     | 5                     |                       | 2                     |
| Die Tabelle ist senkrecht nach der Auftrittsreihenfolge geordnet, waagerecht nach der chronologischen Punkteverlesung. |                       |                       |                       |                       |                       |                       |                       |                       |                       |                       |                       |                       |                       |                       |                       |                       |                       |                       |                       |                       |

## Vergabe der Höchstwertungen
| Anzahl | Land           | erhalten von                            |
| ------ | -------------- | --------------------------------------- |
| 4      | Österreich     | Belgien, Luxemburg, Jugoslawien, Monaco |
| 3      | Schweden       | Dänemark, Norwegen, Finnland            |
| 2      | Belgien        | BR Deutschland, Niederlande             |
| 1      | BR Deutschland | Schweiz                                 |
| 1      | Irland         | Frankreich                              |
| 1      | Jugoslawien    | Vereinigtes Königreich                  |
| 1      | Luxemburg      | Schweden                                |
| 1      | Norwegen       | Italien                                 |
| 1      | Portugal       | Spanien                                 |
| 1      | Schweiz        | Österreich                              |
| 1      | Spanien        | Portugal                                |